# Suïns (subordre)
|  | Per a altres significats, vegeu «Suïns (subfamília)». |

Els suïns (Suina) són un subordre de mamífers artiodàctils. Aparegueren durant l'Eocè superior i són un dels grups més antics d'artiodàctils que encara existeixen avui en dia. Inclou els senglars i els pècaris.